# Auchan
Auchan is een Franse hypermarktketen. De keten valt de groep ELO (tot 2021 Auchan Holding). ELO is de moedermaatschappij van Auchan Retail, New Immo, en heeft verder een minderheidsbelang van 49,9% in de online bank Oney.

## Eigenaar
De belangrijkste aandeelhouder van de groep Auchan is de Association familiale Mulliez (AFM), opgericht en geleid door de familie Mulliez. De tweede grootste aandeelhouder van de groep is Gérard Mulliez zelf. De resterende 13,5% is in handen van de werknemers van het bedrijf. 
De participatie in de groep Auchan is de grootste van de associatie, die daarnaast ook participaties heeft in andere ketens zoals Banque Accord, Décathlon, Leroy Merlin, Kiabi, Norauto, Boulanger, Saint Maclou, Flunch, Alinéa, GrosBill en Pimkie.

## Activiteiten
Auchan Retail is veruit het belangrijkste bedrijfsonderdeel en vertegenwoordigde in 2021 ruim 98% van de totale omzet van ELO. In 2021 telde Auchan Retail 2060 vestigingen in dertien landen, waarvan 687 in Frankrijk. Van de omzet wordt iets meer dan de helft in Frankrijk behaald en de rest is min of meer gelijk verdeeld over West-Europa en Centraal en Oost-Europa. In 2021 had het bedrijf 231 vestigingen in Rusland. De omzet van het bedrijf in Rusland bedroeg in 2023 2,1 miljard euro. Auchan Retail telde 163.098 medewerkers in 2021. Het bedrijf heeft geen beursnotering.

## Geschiedenis
In 1961 opende Gérard Mulliez zijn eerste opslag in een district van Roubaix genaamd "Hauts Champs", vandaar de handelsnaam van Auchan. De oppervlakte van dit verlaten fabrieksgebouw was nauwelijks 600 m² en het aantal arbeidskrachten bedroeg niet meer dan dertig. Aan de buitenkant van het gebouw prijkten de discountprijzen, toen een nieuwigheid in retailland.
Enkele jaren later, in 1967, werd de eerste moderne discounthypermarkt geopend in Roncq aan de rand van de stad Tourcoing. De hypermarkt van 6000 m² had ook een tankstation. Vanaf 1971 begon het bedrijf zich ook te ontplooien buiten de regio-Rijsel. De totale oppervlakte van de winkels werd vergroot tot 18.000 m².
In 1981 werd de eerste vestiging in Spanje geopend en in Italië werd de eerste winkel in 1989 geopend.
In 1996 werd een mijlpaal bereikt: Auchan beschikte toen over 52 winkels en nam Docks de France (Mammouth-hypermarkten, ATAC-supermarkten etc.) over. De bedrijfsgrootte werd daardoor verdubbeld. In datzelfde jaar volgde de overname van Pao de Açucar, de eigenaar van de Jumbo-winkels in Portugal. Verder kwamen de eerste vestigingen gereed in Polen en Luxemburg. In 1998 werd het bedrijf actief in Hongarije en vier jaar later volgde Rusland.